# Svensk-norska unioner

Den svenska unionsflaggan (1844–1905)

Den norska unionsflaggan (1844–1899)

Sverige och Norge har bildat union vid ett flertal tillfällen.

## Före den första unionen
De äldsta förhållandena mellan Sverige och Norge förlorar sig i sagotidens dunkel. Förbindelserna gick då inte mellan ett Sverige och ett Norge, eftersom riksenheten var ännu inte färdig på någondera sidan av den blivande riksgränsen, utan mellan de fylken och småkungadömen, i vilka den skandinaviska halvön var uppdelad. Redan då utmärkte svärdshugg ofta dessa förbindelser; kungar eller hövdingar från den ena sidan flydde, enligt traditionernas vittnesbörd, under fejderna inte sällan över till motsidan för att där hämta ny kraft. Själva gränsen var svävande eller växlade. Inga källor förekommer från tiden och den enda som förtäljer om förhållandena är Snorre Sturlasson och de isländska sagorna, som skrevs ned först på 1200-talet, vilket gör att dess faktauppgifter angående områdens politiska tillhörighet är i allra högsta grad opålitliga.
Under den period av tronstrider i båda rikena, som kännetecknar 1100-talet, utmärks mellanriksförhållandena inte sällan av att den från ena riket flyktade eller förjagade pretendenten i det andra riket sökte tillflykt och utgångspunkt för nya ansträngningar; så de svenska Knut Eriksson och Erik Knutsson, de norska Øystein Øysteinsson och Sverre Sigurdsson; och även under 1200-talets förra del var Värmland mer än en gång utgångspunkt för tronkrävares angrepp på Norge, vilket å andra sidan föranledde norska krigståg mot västra Sverige. Omsider slöts 1248 mellan Birger jarl och kung Håkon Håkonsson i Norge en förlikning, som 1252 stadfästes genom giftermål mellan Birgers dotter Rikissa och den norske kungens son och under en följd av år ledde till fredliga förbindelser.

## Den första svensk-norska unionen (1319–43, 1362–63)

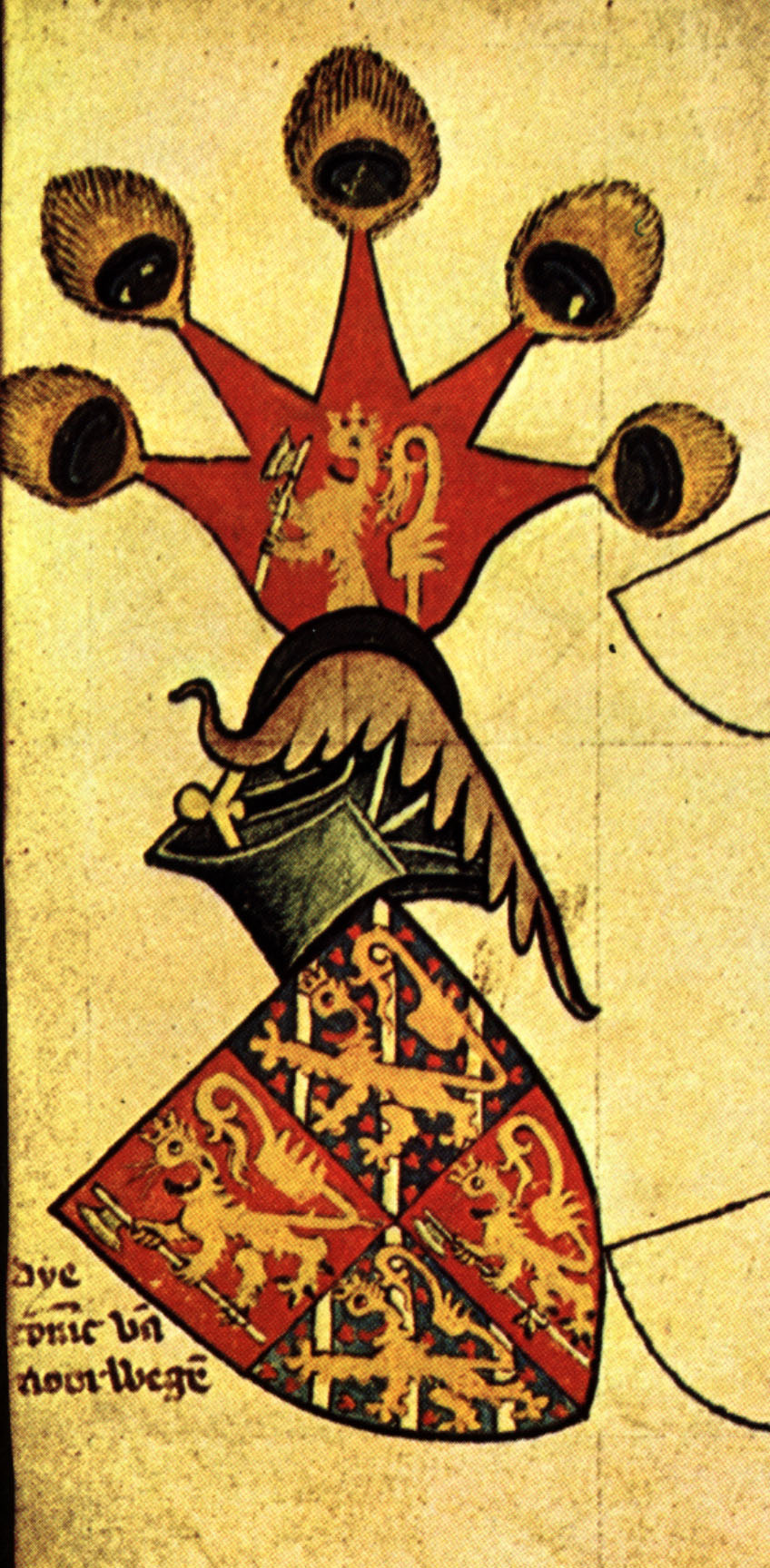
Unionsvapen för Håkon VI Magnusson som norsk och svensk kung, efter Gelrevapenboken.

Ur dessa framgick efter hand det äktenskap mellan Birgers sonson hertig Erik Magnusson och hertiginnan Ingeborg Håkansdotter, dotter och arvtagarinna till kung Håkon Magnusson i Norge, vilket efter dennes död 1319 skänkte Norges rike genom arvsrätt åt den treårige svenske hertigen Magnus Eriksson. Då denne kort därpå samma år även valdes till svensk kung kom den första svensk-norska unionen (1319–43, 1362–63) till stånd. Förhållandena mellan rikena under kungens minderårighet reglerades nödtorftigt genom ett föreningsfördrag, det så kallade Oslotraktaten 1319, vilket för minderårighetstiden föreskrev att kungen i regel skulle ett år i sänder vistas i vartdera riket, samt lovade dessa på en gång frihet från intrång i det enas styrelse från det andra och ömsesidigt understöd vid behov av hjälp. Hertiginnan Ingeborg stod till en början på båda hållen främst i förmyndarstyrelsen, men då missnöje med hennes giftermål med dansken Knut Porse snart föranledde hennes avlägsnande därifrån, övertogs förmyndarregeringen på ömse sidor av rikenas råd, något som försvagade föreningsbandet. Då kungen själv 1332 övertog styrelsen förmådde inte detta, emedan han framför allt upptogs av sin svenska politik, göra föreningen fastare, än att redan 1343 hans treårige son Håkan Magnusson utsågs till Norges kung - till hans myndighetsålder 1355 skulle dock Magnus i hans namn föra regeringen. Därmed var föreningen faktiskt upplöst, men kom delvis ånyo till stånd 1362, då Håkan valdes till faderns medregent i Sverige, för att året därpå åter slitas, då Albrekt av Mecklenburg inkallades till svensk kung, varefter genom de följande oroliga årens strider endast vissa delar av Västergötland samt Värmland och Dalsland stannade i Håkans hand.

## Kalmarunionenoch den andra svensk-norska unionen (1449–50)

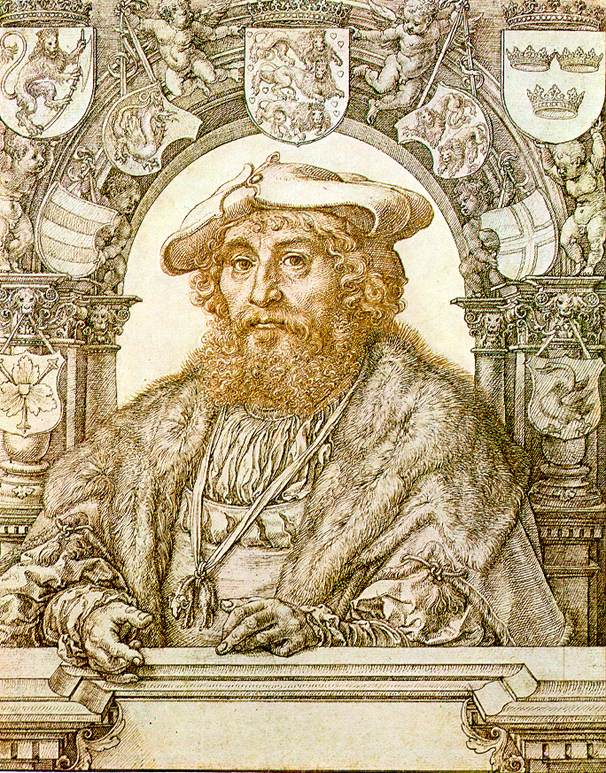
Kristian II med Norges, Danmarks och Sveriges krönta riksvapen

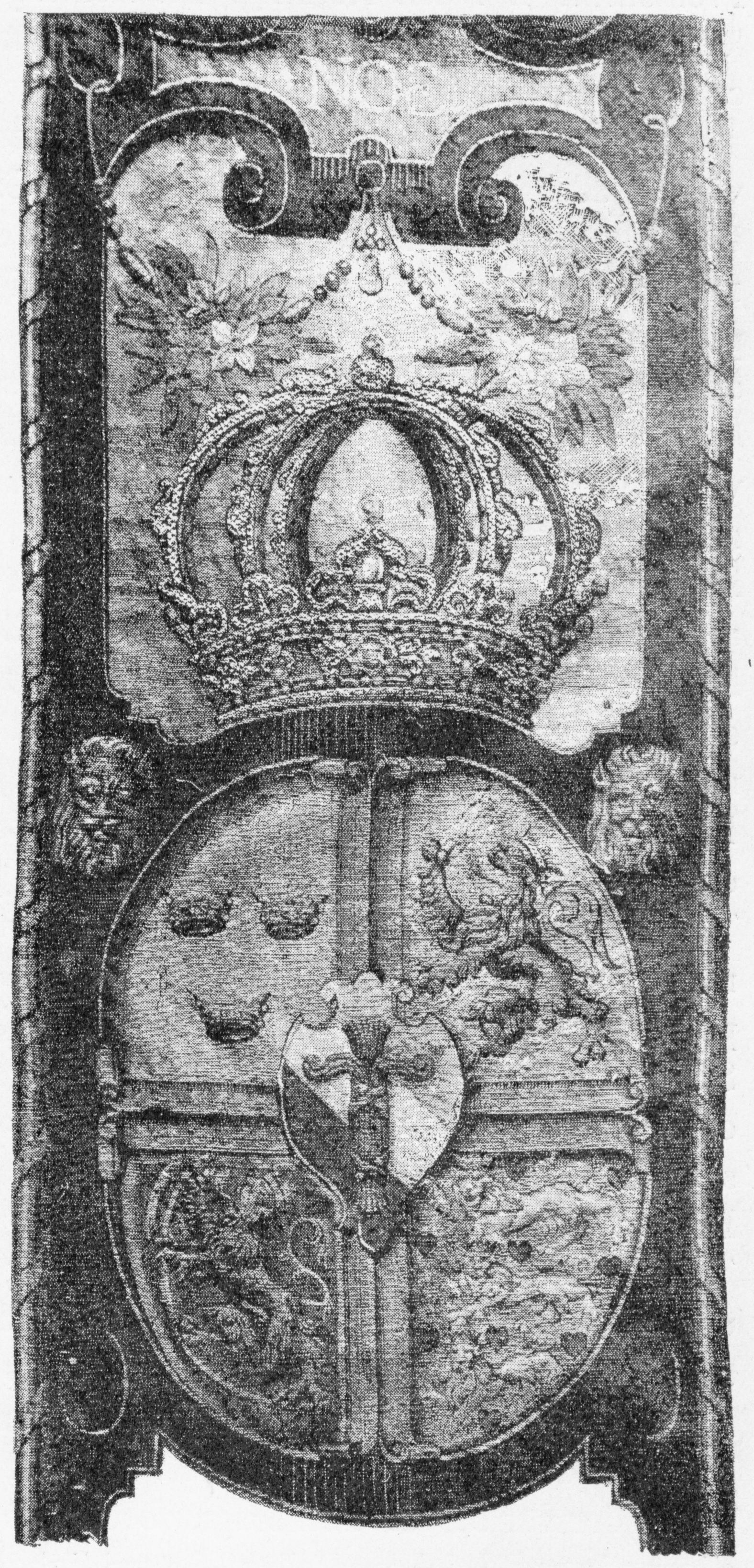
Erik XIV:s vapensköld, där Norges och Danmarks vapen har tagits upp

När Albrekt 1389 miste sitt rike till den 1380 avlidne Håkans gemål, Margareta Valdemarsdotter, dåmera efter sin son Olof Håkansson regerande i både Norge och Danmark, återknöts faktiskt föreningen, och denna gång under formen av en union mellan de tre nordiska rikena. På mötet i Kalmar 1397 vidtog Margareta därefter åtgärder för att för framtiden stadfästa denna union (den s.k. Kalmarunionen), men lät aldrig utfärda det utkast till föreningsfördrag som där uppsatts, förmodligen emedan det gav för mycket utrymme åt rikenas likställighet och vart rikes rätt att styras efter egna lagar. I stället sökte hon utveckla föreningen så att de andra rikena skulle styras från Danmark. Det lyckades också vad beträffar Norge, som från den tiden faktiskt alltmer blev ett lydrike under Danmark, men inte med Sverige, som av Erik av Pommerns laglösa regemente drevs till resning.
Förbindelserna mellan Sverige och Norge berodde under medeltidens sista skeden på de allmänna unionsstriderna. Rikena var förenade under de perioder då unionssträvanden hade överhanden, men eljest åtskilda. En kort tid 1449–1450 var Karl Knutsson (Bonde) hyllad som kung både i Sverige och Norge (den andra svensk-norska unionen, 1449–1450), men eljest hängde Norge alltjämt fast vid Danmark, och så förblev förhållandet även sedan Sverige definitivt genom Gustav Vasa 1521 lösgjort sig från unionen. I samband med dennes befrielsekrig erövrades för Sveriges räkning Blekinge och norra Bohuslän, men de gick genom förhandlingar snart förlorade.

## Norge under danskt styre
Kalmarunionens sprängning kom att inleda en tid av övervägande motsatsförhållande mellan rikena. De hade redan förut haft sina främsta intressen riktade åt olika håll, Norge västerut åt Nordsjön och Atlanten, Sverige österut åt Östersjön, ty i sådan riktning pekade för båda de bästa samfärdslederna, havet, medan åter bergssträckor och skogsbygder skilde dem åt på landsidan. Nu kedjades därtill Norge fast vid den danska politiken, som leddes av motiv vilkas tyngdpunkt i regel låg på helt andra områden än de norska; och då därtill denna politik länge umgicks med planer att åter bringa Sverige eller åtminstone delar därav under danskt välde, fick även Norge tjäna som utgångspunkt för dess angrepp på Sverige. Alltifrån Kalmarunionstidens sista skeden hade därjämte Danmark vant sig att knyta förbindelser med Ryssland för att kunna genomföra sina planer mot Sverige. Det blev under sådana förhållanden en i Sveriges historia ofta upprepad erfarenhet att när riket som bäst var sysselsatt med sina uppgifter i öster eller söder det fick vara berett att samtidigt angripas från Danmark-Norge. Den erfarenheten hade Karl IX och Gustav II Adolf gjort; den fick Karl X Gustav göra; det stora anfallsförbundet mot Karl XII (1699) utgick från Danmark-Norge (se Stora nordiska kriget); under 1740-talet var det nära att angreppet upprepats; och Gustav III fick under loppet av sitt ryska krig möta ett dansk-norskt anfall (1788). De strävanden som från svensk sida vid olika tillfällen framträdde att befria sig från dessa anfall i ryggen och att förena Norge med Sverige berodde sålunda mindre på känsla av samhörighet mellan dessa båda riken än på önskan att vid kampen med Ryssland undslippa striden på två fronter.
Under de sammanstötningar med Danmark-Norge som förekom under dessa århundraden gjorde Sverige vid tre tillfällen landvinningar från den norska delen av det danska väldet. Den första 1644, då under kriget Särna och Idre socknar erövrades från Norge för att efter detsamma kvarstanna under svensk sida (den slutliga bekräftelsen härav kom emellertid först vid en senare gränsreglering), den andra, då genom Brömsebrofreden 1645 Jämtland och Härjedalen, och den tredje, då genom freden i Roskilde 1658 Bohus slott och län överlämnades till Sverige. För kortare tid hade Sverige dessutom även varit i besittning av Trondheims län, nämligen dels då det under Erik XIV:s tid 1564 var erövrat, dels 1657–1660, då det först genom erövring och sedan genom Roskildefreden tillhörde Sverige, som dock 1660 fick återlämna det. Vid andra tillfällen åter gjorde Sverige förluster till Norge. År 1613 fick det genom freden i Knäred uppge de anspråk på och den beskattningsrätt över samerna vid den norska kusten från Titisfjorden till Varangerfjorden, som det sedan länge innehaft tillsammans med Norge och som åtminstone under Gustav Vasas och Karl IX:s tid synes ha varit utvidgad till verklig besittningsrätt över vissa platser vid havskusterna. Genom 1751 års gränsreglering blev vidare vid olika delar av gränsen områden, på vilka Sverige sedan gammalt hade hävd, överlämnade till norsk besittning.

## Den tredje unionen, 1814–1905
Förenade konungarikena Sverige och Norge var en statsbildning som bestod av kungarikena Sverige och Norge i en union under perioden 1814–1905. Unionen uppstod ur Kielfreden 1814 och den följande konventionen i Moss och stadfästes det året genom en revision av den norska grundlagen och genom riksakten 1815.

## Svensk-norska kungligheter

### Kungar och regerande drottning av Sverige och Norge
- Magnus Eriksson, kung av Sverige och Norge 1319–1343
- Håkan (VI) Magnusson, kung av Sverige och Norge 1362–1364
- Margareta, regent med drottningtitel i Sverige och Norge 1389–1396 (styrde länderna till 1412, även Danmark)
- Erik (III), kung av Sverige och Norge under åren 1396–1439 (även kung av Danmark)
- Kristoffer, kung av Sverige och Norge 1442–1448 (även kung av Danmark)
- Karl (II / I) Knutsson, kung av Sverige och Norge 1449–1450
- Kristian I, kung av Sverige och Norge 1457–1464 (även kung av Danmark)
- Johan (II) / Hans, kung av Sverige och Norge 1497–1501 (även kung av Danmark)
- Kristian II, kung av Sverige och Norge 1520–1521 (även kung av Danmark)
- Karl XIII / II, kung av Sverige och Norge 1814–1818
- Karl XIV / III Johan kung av Sverige och Norge 1818–1844
- Oscar I, kung av Sverige och Norge 1844–1859
- Karl XV / IV, kung av Sverige och Norge 1859–1872
- Oscar II, kung av Sverige och Norge 1872–1905

### Drottninggemåler
I listan ingår även ingifta som inte varit berörda av ländernas unioner.
- Astrid, norsk drottning 1019–1028, svensk prinsessa som dotter till kung Olof Skötkonung
- Gunhild/Gyda/Guda, svensk drottning c. 1028[1], anses ha varit född norsk stormannadotter
- Margareta Fredkulla, norsk drottning 1101–1103, svensk prinsessa som dotter till kung Inge den äldre
- Ingegerd, svensk drottning 1105–1118 (änkedrottning till 1120), född norsk prinsessa
- Ulvhild, svensk drottning 1117–1125 (änkedrottning till 1130) och 1134–1148, född norsk stormannadotter
- Ingrid, norsk drottning 1134–1146, svensk prinsessa som dotter till kung eller prins Ragnvald
- Margareta, norsk drottning 1189–1202, svensk prinsessa som dotter till kung Erik den helige
- Birgitta/Brigida, svensk drottning 1160–1161 (änkedrottning till c. 1169), född norsk prinsessa
- Rikissa, norsk drottning 1240–1257, svensk furstinna som dotter till prinsessan Ingeborg och Birger jarl
- Blanka, drottning och Sverige och Norge 1335–1343 (född furstinna av Namur)
- Margareta, drottning av Sverige och Norge 1363–1364 (norsk änkedrottning 1380–1389, född prinsessa av Danmark) - se ovan regerande drottning!
- Filippa, drottning av Sverige och Norge 1406–1430 (även Danmark; född prinsessa av England)
- Dorotea, drottning av Sverige och Norge 1445–1448 och 1457–1464 (även drottning av Danmark; född furstinna av Brandenburg)
- Katarina, drottning av Sverige och Norge 1449–1450 (född i adelsätten Gumsehuvud)
- Kristina, drottning av Sverige och Norge 1497–1501 (även Danmark; född furstinna av Sachsen)
- Elisabet, drottning av Sverige och Norge 1520–1521 (även Danmark; född kejserlig prinsessa av Österrike)
- Ulrika Eleonora den äldre, drottning av Sverige 1680–1693, född prinsessa av Danmark och Norge
- Sofia Magdalena, drottning av Sverige 1771–1792 (änkedrottning till 1813), född prinsessa av Danmark och Norge
- Charlotta, drottning av Sverige och Norge 1814–1818 (född furstinna av Oldenburg)
- Desideria, drottning av Sverige och Norge 1818–1844 (änkedrottning till 1860; född i en sydfransk släkt Clary)
- Josefina, drottning av Sverige och Norge 1844–1859 (änkedrottning till 1876; född prinsessa av Leuchtenberg)
- Lovisa, drottning av Sverige och Norge 1859–1872 (född prinsessa av Nederländerna)
- Sofia, drottning av Sverige och Norge 1872–1905 (född prinsessa av Nassau)

### Prinsar och prinsessor av Sverige och Norge
I listan ingår även ingifta som inte varit berörda av ländernas unioner.
- Ingeborg Håkansdotter, svensk prinsessa från 1312 som maka till prins Erik, kortvarigt regent med hertiginnetitel, född norsk prinsessa
- Ingeborg Eriksdotter, svensk prinsessa 1312 som maka till prins Valdemar, född norsk prinsessa
- Margareta, prinsessa av Sverige och drottning av Norge 1364–1380 som maka till prins/kung Håkan (änkedrottning 1380–1389) – se ovan regerande drottning!
- Olof, prins av Sverige och Norge 1370–1387 (senare även kung av Danmark och Norge)
- Erik, prins av Sverige och Norge 1389-1396 (även Danmark) som adoptivson till drottning Margareta, därefter kung (se ovan)
- Katarina, prinsessa av Sverige och Norge från 1389 (även Danmark) som adoptivdotter till drottning Margareta (gift furstinna av Pfalz-Neumarkt)
- Bogislav, tronföljare i Sverige och Norge 1416–1439 (även Danmark) som utsedd av Kalmarunionens kung Erik
- Kristina, prinsessa av Sverige och Norge 1449–1450 som dotter till kung Karl (ingift i adelsätten Gyllenstierna)
- Margareta, prinsessa av Sverige och Norge 1449–1450 som dotter till kung Karl
- Magdalena, prinsessa av Sverige och Norge 1449–1450 som dotter till kung Karl (ingift i adelsätten Tott)
- Rikissa, prinsessa av Sverige och Norge 1449–1450 som dotter till kung Karl
- Birgitta, prinsessa av Sverige och Norge 1449–1450 som dotter till kung Karl
- Johan, kronprins av Sverige och Norge 1457–1464 (även Danmark) som son till kung Kristian I (se Kung Johan II / Hans ovan)
- Margareta, prinsessa av Sverige och Norge 1457–1464 (även Danmark) som dotter till kung Kristian I (gift drottning av Skottland)
- Kristian, kronprins av Sverige och Norge 1491–1501 (även Danmark) som son till kung Johan II (se ovan kung Kristian II)
- Jakob, prins av Sverige och Norge 1497–1501 (även Danmark) som son till kung Johan II
- Elisabet, prinsessa av Sverige och Norge 1497–1501 (även Danmark) som dotter till kung Johan II (gift furstinna av Brandenburg)
- Frans, prins av Sverige och Norge 1497–1501 (även Danmark) som son till kung Johan II
- Johan, kronprins av Sverige och Norge 1520–1521 (även Danmark) som son till kung Kristian II
- Dorotea, prinsessa av Sverige och Norge 1520–1521 (även Danmark) som dotter till kung Kristian II (gift furstinna av Pfalz)
- Kristina, prinsessa av Sverige och Norge 1520–1521 (även Danmark) som dotter till kung Kristian II (gift furstinna av Lorraine och Milano)
- Sofia Magdalena, kronprinsessa av Sverige 1766–1771 som maka till kronprins Gustav, född prinsessa av Danmark och Norge (se drottninggemålen ovan)
- Karl Johan, kronprins av Sverige och Norge 1814–1818 (se kungen ovan)
- Desideria, kronprinsessa av Sverige och Norge 1814–1818 som maka till kronprins Karl Johan (se drottninggemålen ovan)
- Oscar, prins/kronprins av Sverige och Norge 1818–1844 (se kung Oscar I ovan)
- Josefina, kronprinsessa av Sverige och Norge 1823–1844 som maka till prins/kronprins Oscar (se drottninggemålen ovan)
- Karl, prins/kronprins av Sverige och Norge 1826–1559 (se kung Karl XV / IV ovan)
- Gustav, prins av Sverige och Norge 1827–1852 som son till Oscar (I)
- Oskar, prins av Sverige och Norge 1829–1872 (se kung Oskar II ovan)
- Eugenia, prinsessa av Sverige och Norge 1830–1899 som dotter till Oscar (I)
- August, prins av Sverige och Norge 1831–1873 som son till Oscar (I)
- Lovisa, kronprinsessa av Sverige och Norge 1850–1859 som maka till kronprins Karl (född prinsessa av Nederländerna)
- Lovisa, prinsessa av Sverige och Norge 1851–1905 som dotter till Karl (gift drottning av Danmark)
- Karl Oskar, prins av Sverige och Norge 1852–1854 som son till Karl (XV)
- Sofia, prinsessa av Sverige och Norge 1857–1872 som maka till Oscar (II) (se drottninggemålen ovan)
- Gustaf, prins/kronprins av Sverige och Norge 1858–1905 som son till Oscar (II)
- Oscar, prins av Sverige och Norge 1859–1888 (avsatt) som son till Oscar (II)
- Carl, prins av Sverige och Norge 1861–1905 som son till Oskar (II)
- Teresia, prinsessa av Sverige och Norge 1864–1905 som maka till och änka efter prins August (född furstinna av Sachsen-Altenburg)
- Eugen, prins av Sverige och Norge 1865–1905 som son till Oscar (II)
- Viktoria, kronprinsessa av Sverige och Norge 1881–1905 som maka till kronprins Gustaf (född prinsessa av Baden)
- Gustaf Adolf, prins av Sverige och Norge 1882–1905 som son till Gustaf (V)
- Wilhelm, prins av Sverige och Norge 1884–1905 som son till Gustaf (V)
- Erik, prins av Sverige och Norge 1889–1905 som son till Gustaf (V)
- Ingeborg, prinsessa av Sverige och Norge 1897–1905 som maka till Carl (född prinsessa av Danmark)
- Margaretha, prinsessa av Sverige och Norge 1899–1905 som dotter till Carl (gift prinsessa av Danmark)
- Märtha, prinsessa av Sverige och Norge 1901–1905 som dotter till Carl (gift kronprinsessa av Norge)